# Robert Heinrich Lienau
Robert Heinrich Lienau (* 27. Juli 1866 in Neustadt in Holstein; † 8. November 1949 in Berlin) war ein deutscher Musikverleger.

## Biografie
Robert Heinrich Lienau erhielt als Kind Geigenunterricht bei den Violinisten Theobald Rehbaum und Fabian Rehfeld. Im Alter von 20 Jahren begann er sein Studium in Berlin in verschiedenen Fächern. Gleichzeitig wurde er in das Musikaliensortiment seines Vaters Robert Emil Lienau eingeführt. Fachkenntnisse sammelte er bei Musik Hug in Zürich. Hier sang er im gemischten Chor des Dirigenten und Komponisten Friedrich Hegar. 1890 trat er eine Stellung in dem Geschäft des Familienfreundes Gustav Schirmer in New York an. Ab 1892 leitete Robert Lienau auf Geheiß des Vaters das Sortiment des Schwesternhauses Carl Haslinger (Verleger) in Wien und verlebte anregende Stunden im Kreise von Johannes Brahms.
Seine Zeit in Wien fand ein jähes Ende durch die dramatische Auflösung einer „leichtfertigen Verlobung“. Lienau flüchtete nach Berlin und übernahm die Leitung des Sortiments. Doch der Vater hielt sich trotz seiner Zusage nicht daran, ihn in die Verlagsgeschäfte einzuweihen. Robert Lienau zog die Konsequenzen und nahm eine Stellung als Gehilfe beim Musikhaus Hug in Zürich an. 1897 benötigte der Vater jedoch einen zuverlässigen Stellvertreter. Mit Hilfe des befreundeten Verlegers Fritz Simrock wurde ein Vertrag, der die geschäftliche Stellung des Sohnes festlegte, entworfen und vom Vater genehmigt. 1903 wurde Robert Lienau offiziell als Teilhaber in das Geschäft aufgenommen.
Auf einem Hausquartettabend bei dem Geigenbauer und Cellist Otto Möckel lernte Lienau dessen jungen Schwager Paul Juon kennen. Im Laufe seines Lebens setzte sich Robert Lienau mit ganzer Kraft für Paul Juon und sein Schaffen ein und verlegte den größten Teil seiner Kompositionen. Verleger und Autor wurden unzertrennliche Freunde.
1900 verlieh man Robert Lienau das Verdienstkreuz für Kunst und Wissenschaft (Reuß) und ernannte ihn zum Schriftführer des Berliner Vereins des Musikalienhandels, dessen Vorsitz er 1914 übernahm. 1916 wurde er auch Vorsitzender des Leipziger Musikalienhändlervereins und begann eine große Umorganisation. 1930 wurde Robert Lienau zum Ehrenmitglied ernannt.
Robert Lienau wurde 1910 aufgrund des Ansehens seines Verlages und seiner Vorstandsämter in den Berufsvereinen zum Mitglied der Kgl. Preußischen Musikalischen Sachverständigenkammer, die den Gerichten Gutachten urheberrechtlicher und fachlicher Art erstattete und auch außergerichtliche Entscheidungen traf. Robert Lienau wurde des Weiteren Sachverständiger bei der Industrie- und Handelskammer. In seiner Hand liefen nun alle Fäden des Musiklebens und seiner großen Organisationen zusammen.
Robert Lienau beteiligte sich 1901 an dem Ausbau der internationalen Urheberrechtsverträge des Deutschen Reiches und an der Neufassung für das Gesetz betreffend das Urheberrecht an Werken der Literatur und der Tonkunst. 1904 wurde die Anstalt für musikalische Aufführungsrechte eingerichtet. Robert Lienau wurde Mitglied des Ausschusses der Vertrauensmänner. 1915 gründete er die GEMA mit und leitete zwölf Jahre als erster Präsident deren Geschicke. Er blieb seinen verschiedenen Tätigkeiten in dieser Gesellschaft bis zu seinem Tode treu.

## Belege
1. ↑  Robert Lienau: Unvergeßliche Jahre mit Johannes Brahms. Musikverlag Lienau, Berlin 1990, ISBN 3-87484-124-3.
2. ↑  Robert Lienau: Chronik meines Lebens. 1946, unveröffentlicht.

| Personendaten    | Personendaten                                 |
| ---------------- | --------------------------------------------- |
| NAME             | Lienau, Robert Heinrich                       |
| KURZBESCHREIBUNG | deutscher Musikverleger und GEMA-Mitbegründer |
| GEBURTSDATUM     | 27. Juli 1866                                 |
| GEBURTSORT       | Neustadt in Holstein                          |
| STERBEDATUM      | 8. November 1949                              |
| STERBEORT        | Berlin                                        |